# Colhoz
Colhozul ►  pronunție ►  (în rusă колхоз, transliterat: kolhoz) a fost o formă de muncă în colectiv în agricultura Uniunii Sovietice, care a existat alături de fermele de stat –sovhozurile. Cuvântul este o prescurtare a termenului «коллекти́вное хозя́йство» – gospodărie colectivă.
Membrii colhozului, numiți „colhoznic/colhoznița” (колхо́зник/ колхо́зница), primeau drept plată pentru muncă o parte din produsele fermei, corespunzător numărului de zile-muncă (трудоде́нь). Spre deosebire de colhoznic, muncitorul în sovhoz primea salariul în bani. De asemenea, colhoznicilor li se permitea să dețină aproximativ o jumătate de hectar de pământ și câteva animale domestice.